# Beloveža
Beloveža je rusínská obec na Slovensku v okrese Bardejov. Žije zde 775 obyvatel, první písemná zmínka pochází z roku 1355. V letech 1834 až 1838 zde působil jako farář rusínský buditel Alexander Duchnovič. Nachází se zde řeckokatolický chrám svatého Michaela archanděla z roku 1778, který je národní kulturní památkou Slovenské republiky.